# Hartwig Lüdtke

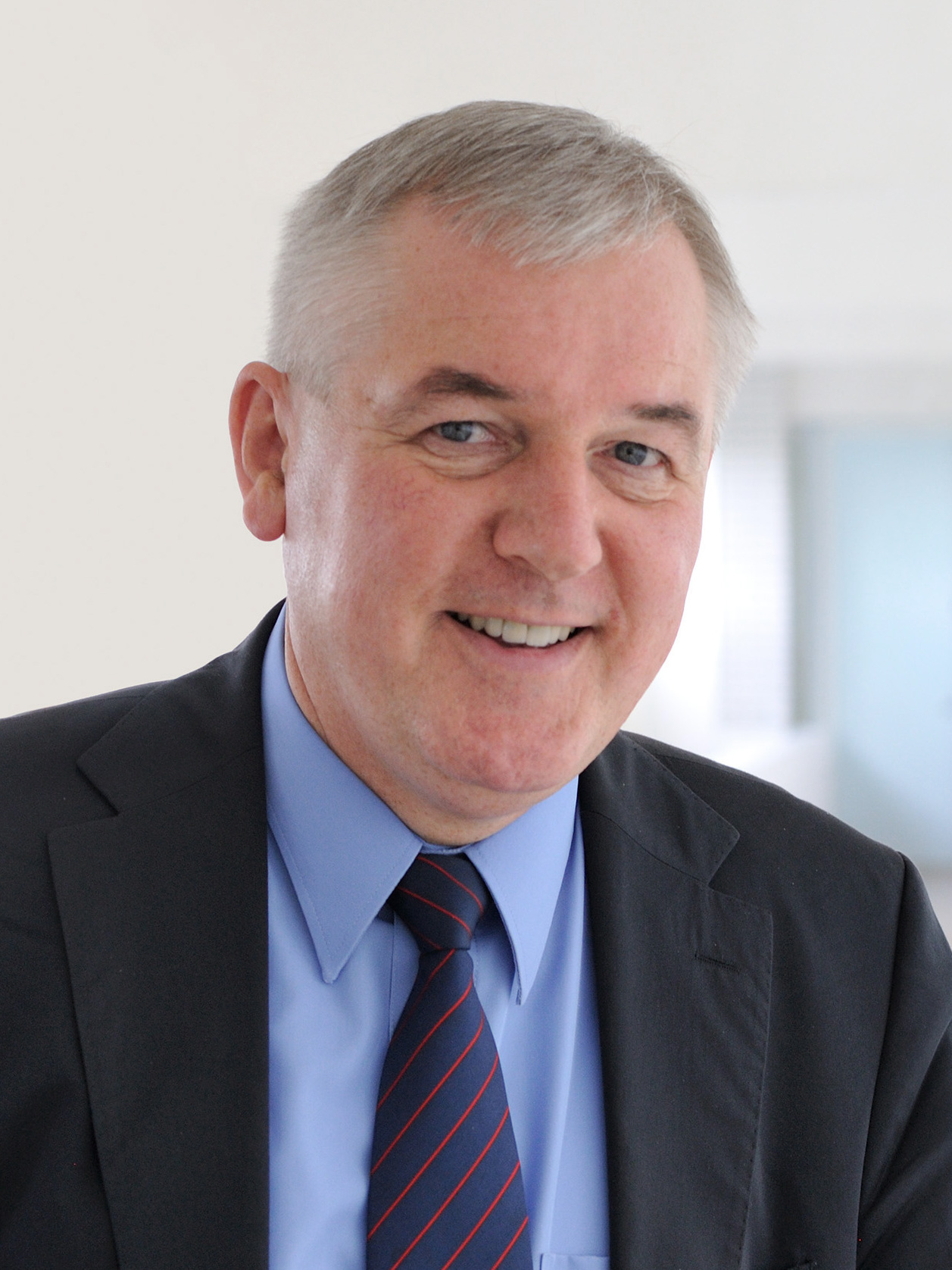
Hartwig Lüdtke (2014)

Hartwig Lüdtke (* 1954 in Hamburg) ist ein deutscher Archäologe und Museumsdirektor. Er war von 2006 bis 2022 Direktor des Technoseum (bis Ende 2009: Landesmuseum für Technik und Arbeit) in Mannheim.

## Leben
Nach seinem Abitur 1973 am Christianeum in Hamburg absolvierte Lüdtke von 1974 bis 1975 eine zweijährige Dienstzeit beim Bundesgrenzschutz. Anschließend studierte er von 1976 bis 1982 Vor- und Frühgeschichte, Geschichte, Geographie und Pädagogik in Hamburg, Frankfurt am Main und Mainz. 1982 erfolgte seine Promotion zum Dr. phil. an der Universität Hamburg mit der Dissertation Die mittelalterliche Keramik von Schleswig.
Lüdtke war von 1982 bis 1990 als wissenschaftlicher Referent am Archäologischen Landesmuseum Schloss Gottorf in Schleswig tätig. In dieser Funktion führte er Ausgrabungen in Haithabu sowie in der Altstadt von Schleswig durch und forschte und publizierte zur mittelalterlichen Stadtarchäologie. Ebenso war er an der Planung und Ersteinrichtung des 1985 eröffneten Wikinger Museums Haithabu beteiligt. Dessen Leitung übernahm er 1987.
Von 1982 bis 1990 organisierte Lüdtke zudem das jährlich tagende internationale Kolloquium zur mittelalterlichen Keramik in Schleswig. 1986 war er für ein Jahr Gastforscher am Bryggens Museum in Bergen (Norwegen). Es folgten Gastvorlesungen in Bergen (Norwegen) und Aarhus (Dänemark). Parallel zu den verschiedenen Museumsaufgaben widmete er sich der Erforschung der mittelalterlichen Keramik. Diese Arbeiten mündeten 2001 in der Herausgabe eines mehrbändigen Handbuches.
Nachdem Lüdtke von 1991 bis 1995 als Direktor des Rheinischen Landesmuseums Bonn tätig gewesen war, erfolgte 1995 die Ernennung zum Kurator in der Funktion des Generaldirektors der Museumsstiftung Post und Telekommunikation mit den vier Museen für Kommunikation in Berlin, Frankfurt am Main, Hamburg und Nürnberg.
Von 2006 bis 2022 war Lüdtke Stiftungsvorstand und Direktor des Technoseum in Mannheim. Ende 2022 ging er in den Ruhestand.

## Funktionen und Mitgliedschaften
- Deutscher Museumsbund (seit 1988); Mitglied des Vorstandes (1999 bis 2007)
- Internationaler Museumsrat ICOM (seit 1991); Mitglied des Vorstandes von ICOM-Deutschland (1999 bis 2004), Mitglied im Board des International Committee for Museums and Collections of Science and Technology (2013 bis 2022)
- Korrespondierendes Mitglied des Deutschen Archäologischen Instituts (seit 1993)
- Präsidium der Deutschen Verbände für Altertumsforschung, Vizepräsident (1993 bis 1996)
- Atlaskommission des Geschichtlichen Atlasses der Rheinlande (seit um 1991 bis zum Projektende 2008).
- Verwaltungsrat des Römisch-Germanischen Zentralmuseums in Mainz (1994 bis 2002)
- Deutsche UNESCO-Kommission (seit 2000); Vorsitzender des Fachausschusses Kultur (2002 bis 2010), Mitglied des Deutschen Nominierungskomitees für das Programm Memory of the World (MoW) (seit 2006), Vizepräsident (seit 2014)
- Wissenschaftliche Institutskommission des Instituts für Museumsforschung der Stiftung Preußischer Kulturbesitz, Berlin; Vorsitzender (2005 bis 2014)
- Kuratorium des Zentrums für Angewandte Kulturwissenschaft und Studium Generale des Karlsruher Instituts für Technologie (KIT) (seit 2009)
- Beirat Deutsche Arbeitsschutzausstellung (DASA) (seit 2013), Vorsitzender (seit 2017)

## Veröffentlichungen (in Auswahl)
- Die mittelalterliche Keramik von Schleswig (= Ausgrabungen in Schleswig, Berichte und Studien Band 4). Neumünster 1985. ISBN 3-529-01454-0.
- The Bryggen Pottery I: Introduction and Pingsdorf Ware. (= Bryggen Papers. Supplementary Series No. 4). Bergen 1989. ISBN 82-00-02796-1.
- mit R. Vossen (Hrsg.): Töpfereiforschung – archäologisch, ethnologisch, volkskundlich. Tagungsbericht über das internationale Kolloquium 1987 in Schleswig (= Töpferei- und Keramikforschung Band 2). Bonn 1991. ISBN 3-7749-2439-2.
- Die archäologischen Untersuchungen unter dem Schleswiger Rathausmarkt. In: Kirche und Gräberfeld des 11.–13. Jahrhunderts unter dem Rathausmarkt von Schleswig (= Ausgrabungen in Schleswig. Berichte und Studien Band 12), Neumünster 1997, S. 9–84. ISBN 3-529-01462-1.
- mit Kurt Schietzel (Hrsg.): Handbuch zur mittelalterlichen Keramik in Nordeuropa, 3 Bände; Neumünster 2001. ISBN 3-529-01818-X.
- mit U. Fuchs: Die ersten 10 Jahre – Jubiläumsbilanz zur Arbeit der Museumsstiftung Post und Telekommunikation (= Kataloge der Museumsstiftung Post und Telekommunikation Band 20). Bonn und Heidelberg 2004. ISBN 978-3-9808448-2-6.
- mit A. Eichler (Hrsg.): Kunst und Kommunikation – Die Kunstsammlung der Museumsstiftung Post und Telekommunikation. (= Kataloge der Museumsstiftung Post und Telekommunikation Band 21), Bonn und Heidelberg 2005. ISBN 3-89904-188-7.
- mit Cornelia Ewigleben, H. Lochmann, V. Rodekamp: Nachhaltiges Sammeln. Ein Leitfaden zum Sammeln und Abgeben von Museumsgut. Herausgegeben vom Deutschen Museumsbund. Berlin/Leipzig 2011. ISBN 978-3-9811983-9-3.
- mit H. Gold: Die Technikmuseen. In: B. Graf, V. Rodekamp (Hrsg.): Denkschrift zur Lage der Museen. Berlin 2012, S. 367–380. ISBN 978-3-940939-22-7.
- Die einheimische Keramik aus dem Hafen von Haithabu (= Die Ausgrabungen in Haithabu. Band 17). Neumünster 2013. ISBN 978-3-529-01417-8.
- 25 Jahre TECHNOSEUM – Nichts ist spannender als Technik. Darmstadt 2015. ISBN 978-3-8062-3257-8.